# Franz-Xaver Wack
Franz-Xaver Wack (* 5. März 1965) ist ein ehemaliger deutscher Fußballschiedsrichter.

## Leben
Franz-Xaver Wack war seit 1993 DFB-Schiedsrichter für den SV Weichs. Seit 1995 leitete er insgesamt 53 Spiele der Zweiten und seit 1996 155 Spiele der Ersten Fußball-Bundesliga. 2002 leitete Wack das DFB-Pokalendspiel, das der FC Schalke 04 gegen Bayer 04 Leverkusen gewann. Wack bezeichnete dieses Spiel später als einen Höhepunkt seiner Karriere.
Seit 2000 war Wack FIFA-Schiedsrichter. Er leitete 7 A-Länderspiele und nahm an der U-21-Fußball-Europameisterschaft 2002 teil. Weiterhin bestritt er 22 Einsätze im Europapokal. Seit 1. Januar 2007 leitete er keine Spiele mehr auf FIFA-Ebene. Am 15. November 2006 verletzte er sich beim Länderspiel Frankreich gegen Griechenland (in Paris). Seitdem kam er nicht mehr zum Einsatz. Am 21. Juli 2007 teilte der damalige Vorsitzende des Schiedsrichterausschusses Volker Roth mit, dass Wack seine Karriere als Schiedsrichter wegen einer Knieverletzung nicht fortsetzen wird. Zurzeit leitet er eine Zahnarztpraxis in München-Bogenhausen. Wack ist verheiratet und hat zwei Kinder.